# 顎動脈
顎動脈（がくどうみゃく）は、外頚動脈の主要な二本の枝の一つ。
下顎頚後方にて分岐し、外側翼突筋の浅部ないし深部を通過し、側頭下窩から上眼窩裂を通り翼口蓋窩に向かうため内側に向かう。上顎・下顎・鼻腔・口蓋に分布する。

## 枝
顎動脈の枝としては、
- 下顎枝部にて出す枝
  - 深耳介動脈
  - 前鼓室動脈
  - 中硬膜動脈
  - 下歯槽動脈
  - 副硬膜動脈
- 翼突筋部にて出す枝
  - 咬筋動脈
  - 深側頭動脈
  - 顎動脈翼突筋枝
  - 頬動脈
- 翼口蓋部にて出す枝
  - 後上歯槽動脈
  - 眼窩下動脈
  - 下行口蓋動脈
  - 蝶口蓋動脈
  - 翼突管動脈
  - 咽頭枝

等がある。